# Turtle F2F
Turtle es un proyecto de redes P2P anónimas libre que está siendo desarrollado en la Universidad Libre de Ámsterdam con la ayuda del profesor Andrew Tanenbaum. Al igual que otros programas de P2P anónimo, permite que los usuarios compartan archivos y que se comuniquen sin miedo a sanciones legales o censuras. Las demandas de anonimato de Turtle son respaldadas por dos documentos de investigación proporcionados en los "enlaces externos", más abajo.

## Arquitectura
La idea básica detrás de Turtle es construir una capa de P2P a partir de lazos de confianza preexistentes entre los usuarios. Técnicamente, Turtle es una red "amigo a amigo" (F2F), un tipo especial de red de "Peer to Peer" o de "Igual a Igual" en el cual la comunicación pasa solamente a los amigos del usuario, de estos a sus correspondientes amigos, y así sucesivamente, hasta el último destino.
Cada usuario actúa como nodo ejecutando una copia del software cliente de Turtle. A diferencia de otras redes P2P existentes, Turtle no permite que nodos arbitrarios conecten e intercambien información, sino que cada usuario establece canales seguros y autentificados con un número limitado de otros nodos controlados por las personas en que confía (amigos). En la capa de Turtle, el resultado es que la información solo es intercambiada entre las personas en que se confía y es siempre cifrada. Por lo tanto, un sniffer no tendría forma de determinar quién está requiriendo o proveyendo información, y cuál es dicha información. Dado este diseño, una red Turtle ofrece un número de útiles propiedades de seguridad, tales como daño limitado en caso de que el nodo esté en riesgo, y resistencia contra ataques de denegación de servicio (DoS).